# Cantone di Lunel
Il Cantone di Lunel è una divisione amministrativa dell'arrondissement di Montpellier.
A seguito della riforma approvata con decreto del 26 febbraio 2014, che ha avuto attuazione dopo le elezioni dipartimentali del 2015, è passato da 13 a 15 comuni.

## Composizione
I 13 comuni facenti parte prima della riforma del 2014 erano:
- Boisseron
- Lunel
- Lunel-Viel
- Marsillargues
- Saint-Christol
- Saint-Just
- Saint-Nazaire-de-Pézan
- Saint-Sériès
- Saturargues
- Saussines
- Valergues
- Vérargues
- Villetelle

Dal 2015 i comuni appartenenti al cantone sono i seguenti 15:
- Boisseron
- Campagne
- Galargues
- Garrigues
- Lunel
- Lunel-Viel
- Marsillargues
- Saint-Christol
- Saint-Just
- Saint-Nazaire-de-Pézan
- Saint-Sériès
- Saturargues
- Saussines
- Vérargues
- Villetelle